# عبد الرحيم جيزاوي
عبد الرحيم جيزاوي (31 أغسطس 1989 -)، لاعب كرة قدم سعودي.

## المسيرة الرياضية
لعب سابقًا لنادي الاتحاد السعودي والأهلي السعودي والنصر السعودي، وظهر مع الأهلي في عدد من المباريات الهامة وفي عدد من بطولات التي شارك فيها النادي، وقد سجل لأهلي عددًا من الأهداف أهمها في دوري أبطال آسيا 2012. وانتقل في موسم 2013 إلى نادي النصر السعودي و لعب معه لمدة سنة ونصف ثم انتقل بعدها إلى نادي الاتحاد السعودي ولعب له لفترة قصيرة ووقع مع الرائد في عام 2016 في تجربة أخرى غير موفقة ولعب بعده مع نادي جدة.

## روابط خارجية
- عبد الرحيم جيزاوي على موقع Soccerway.com (الإنجليزية)